# Wojciech Zalewski (powstaniec warszawski)

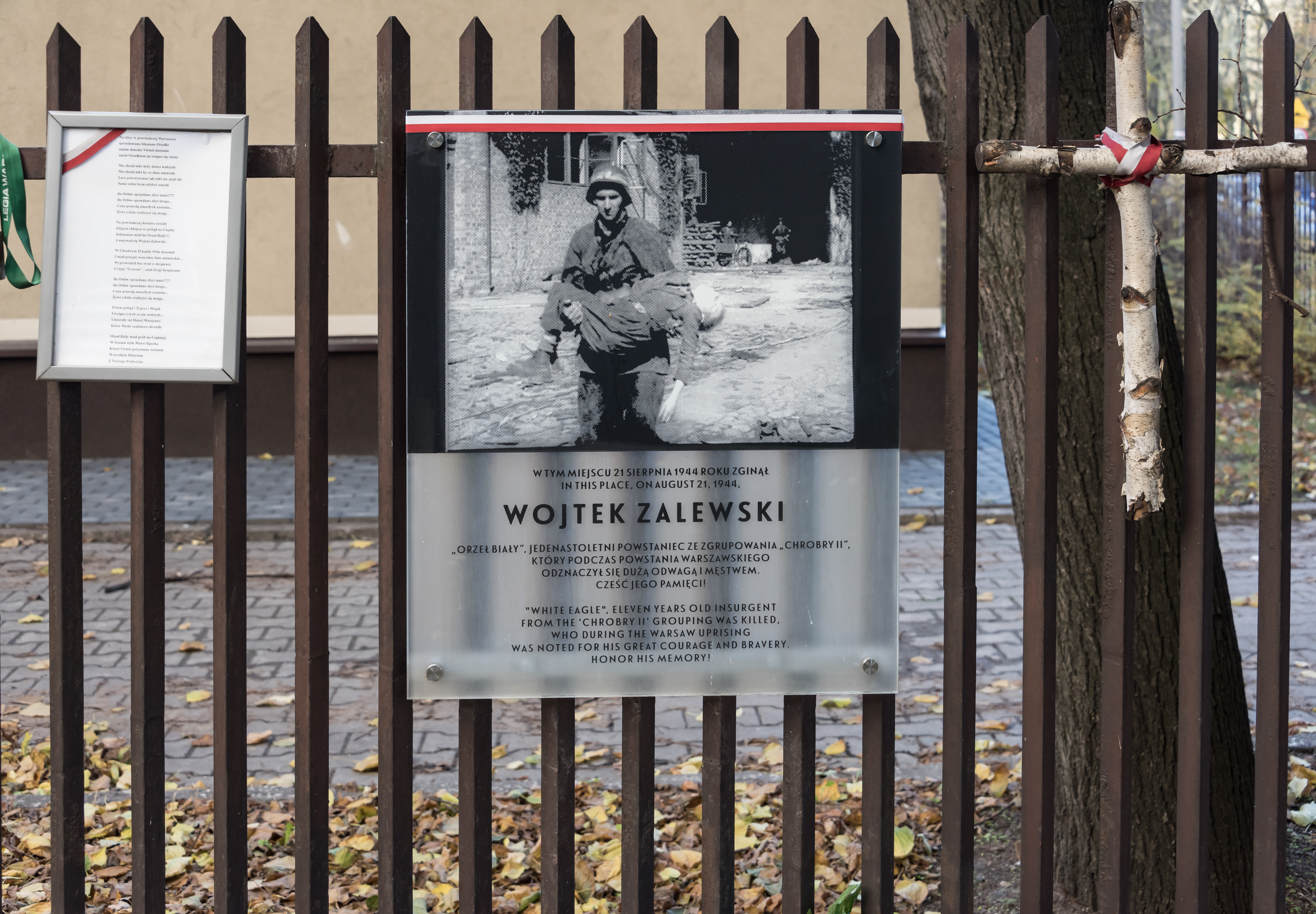
Upamiętnienie przy ul. Pereca w Warszawie

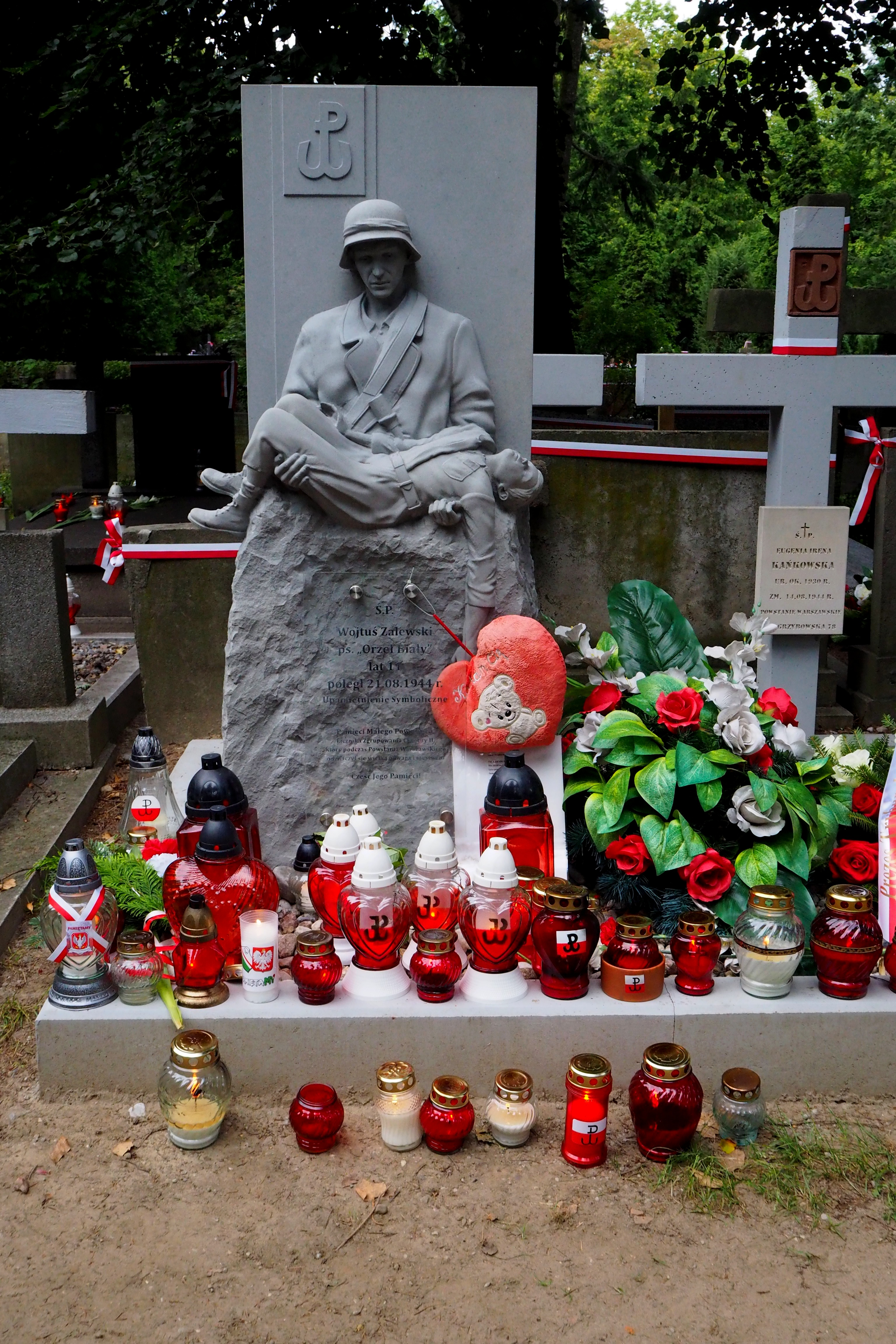
Symboliczny grób Wojtka Zalewskiego na cmentarzu Wojskowym na Powązkach w Warszawie

Wojciech Zalewski, nazywany również zdrobniale Wojtusiem Zalewskim ps. „Orzeł Biały”, „Wojtek” (ur. 1933, zm. 21 sierpnia 1944) – uczestnik powstania warszawskiego w szeregach Zgrupowania „Chrobry II”.

## Życiorys
Po wybuchu powstania warszawskiego w dniu 1 sierpnia 1944 wstąpił na ochotnika jako łącznik do III plutonu st. sierż. „Grzesia” – 5. kompanii – II batalionu „Lecha Grzybowskiego” – Zgrupowania „Chrobry II” – I Obwód „Radwan” (Śródmieście) Armii Krajowej (był najmłodszym żołnierzem grupy szturmowej st. sierż. „Grzesia”). Mimo młodego wieku zyskał uznanie towarzyszy broni, gdy 2 sierpnia przedarł się przez linie niemieckie na teren silnie obsadzonego Dworca Głównego, skąd powrócił z meldunkiem o siłach, rodzaju uzbrojenia i ugrupowaniu wrogich oddziałów. 15 sierpnia 1944 natomiast wyprowadził sobie tylko znanymi przejściami znajdujący się w okrążeniu pluton st. sierż. „Grzesia”. Za tę ostatnią akcję miał zostać przedstawiony przez dowódcę batalionu do odznaczenia Krzyżem Walecznych, którym prawdopodobnie jednak nie został wyróżniony. 
Zginął w trakcie przenoszenia meldunku w dniu 21 sierpnia 1944. Jego ciało spod ostrzału niemieckiego wyciągnęli towarzysze broni, co zostało utrwalone przez filmowców z ekipy Biura Informacji i Propagandy KG AK. Powstańczy pogrzeb Wojtka Zalewskiego odbył się na podwórzu domu przy ul. Ceglanej 3. Po wojnie nie udało się odnaleźć i ekshumować jego ciała.

## Upamiętnienie
Kompozytor, poeta i piosenkarz Roman Kołakowski poświęcił mu piosenkę pt. Orzeł Biały. Piosenkę tę wykonywała między innymi Natalia Sikora. 
Wojtek Zalewski został upamiętniony również na Murze Pamięci w Muzeum Powstania Warszawskiego; Kolumna: 196; Miejsce: 68.
21 sierpnia 2019 w 75 rocznicę śmierci Wojtka Zalewskiego w miejscu gdzie zginął w trakcie powstania warszawskiego, z inicjatywy społeczniczki Anny Szarejko, odsłonięto tablicę pamiątkową znajdującą się przy ul. Icchoka Lejba Pereca na warszawskiej Woli. 
W lipcu 2020 z inicjatywy komitetu „Nie zapomnij o nas, Powstańcach Warszawskich” na cmentarzu Wojskowym na Powązkach w Warszawie w kwaterze A-25, rząd 10 odsłonięto odnowiony grób 4 osób poległych w powstaniu warszawskim (Ireny Kańkowskiej, Anny Byś, Romualda Rzepy i jednego NN). Grób ten jest także symbolicznym grobem Wojtka Zalewskiego, którego przedstawiono na rzeźbie nawiązującej do sceny wyniesienia jego ciała spod ostrzału niemieckiego przez Mieczysława Mireckiego ps. „Błyskawica”. Kilka dni później w trakcie uroczystych obchodów 76-rocznicy wybuchu powstania warszawskiego kwiaty na grobie złożył prezydent RP Andrzej Duda.